# Tóth Sándor (koreográfus)
Tóth Sándor (Bukarest, 1938. április 29. –) Liszt Ferenc-díjas és Erkel Ferenc-díjas magyar táncművész és koreográfus, balettigazgató, érdemes művész.

## Munkássága
Táncművész diplomáját Bartos Irén növendékeként az Állami Balett Intézetben szerezte 1960-ban, majd 1968-ban egy évet töltött ösztöndíjjal a leningrádi Kirov Balettnél, ahol Puskin volt a mestere.
1960-ban a frissen alakult Pécsi Balett alapító tagjaként került Pécsre, ahol jelentős főszerepeket táncolt és rövidesen önálló koreográfiákat alkotott. 1967–1970 között elvégezte a Színház- és Filmművészeti Főiskola koreográfus-rendező szakát. Kezdeti műveit könnyed hangvétel jellemezte, ezeket absztrakt, filozofikus, illetve konkrét cselekményű táncdarabok követték. Zenei alapanyagként gyakran használt fel kortárs magyar kompozíciókat, ezzel a társulat repertoárját újító módon gazdagította. Koreográfusként dolgozott több játékfilm és televíziós produkcióban, majd operetteket és musicaleket rendezett.
1969 és 1992 között a Pécsi Balett igazgatója volt. Koreográfiái mellett azzal jelentős hatást gyakorolt a társulatra, hogy külföldi, majd a nyolcvanas évektől hazai vendég koreográfusokat (Alberto Alonso, Mai Murdma, Pável Šmok, Bertrand d'At, Luc Boy, ill. László Péter, Lőrinc Katalin, Krámer György, Keveházi Gábor) hívott meg, ezzel színesítette az együttes repertoárját.
A színházi munkától visszavonulva a Pécs melletti kisvárosba, Kozármislenybe költözött, ahol három cikluson át önkormányzati képviselőként, ebből nyolc évig a Kulturális Bizottság elnökeként, majd az utolsó négy évben alpolgármesterként komoly érdemeket szerzett a település fejlesztésében.

## Fontosabb szerepei
- Első csukaszürke (Az iszonyat balladája)
- Don Juan, Férfi (Pókháló)
- Professzor (Pokoljárás)
- Fabáb (A fából faragott királyfi)

valamennyi Eck Imre koreográfiája

## Fontosabb koreográfiái
- Mit takar a kalapod? (1964)
- Én, Strasznov Ignác, a szélhámos (1966)
- Cirkusz (1966)
- Egyszer volt… (1973)
- Mezítláb (1973)
- Két arckép (1973)
- Sikoltások (1974)
- H-moll szvit – Megdicsőült éj – Kulcslyukak (1976)
- Öt etűd cimbalomra (1977)
- Médeia (1982)
- Bahcsiszeráji szökőkút (1983)
- Diótörő (1985)[1]

## Díjai, elismerései
- Liszt Ferenc-díj (1964)[1]
- Erkel Ferenc-díj (1979)
- Érdemes művész (1983)
- A Pécsi Nemzeti Színház Örökös Tagja (1992)
- Pécs Város Millenniumi Díja (2000)
- Magyar Köztársasági Arany Érdemkereszt (2005)
- Kozármisleny díszpolgára (2010)
- A Magyar Táncművészeti Szövetség  Életmű-díja (2011)